# کاتاژینا اسکورونسکا-دولاتا
کاتاژینا اسکورونسکا-دولاتا (انگلیسی: Katarzyna Skowrońska-Dolata؛ زادهٔ ۳۰ ژوئن ۱۹۸۳) بازیکن والیبال اهل لهستان عضو سابق تیم ملی والیبال زنان لهستان و فعلی باشگاه رابیتا باکو است. کاتاژینا به همراه لهستان مدال طلا ۲۰۰۳ و ۲۰۰۵ قهرمانی اروپا را به دست آورد و در رده باشگاهی نیز سه برنز لیگ قهرمانان اروپا و قهرمانی باشگاه‌های جهان در ۲۰۱۰ و یک قهرمانی باشگاه‌های آسیا ۲۰۱۳ را در کارنامه خود دارد. دولاتا در جام جهانی ۲۰۰۷ امتیازآورترین بازیکن شد.